# Wapenzijde

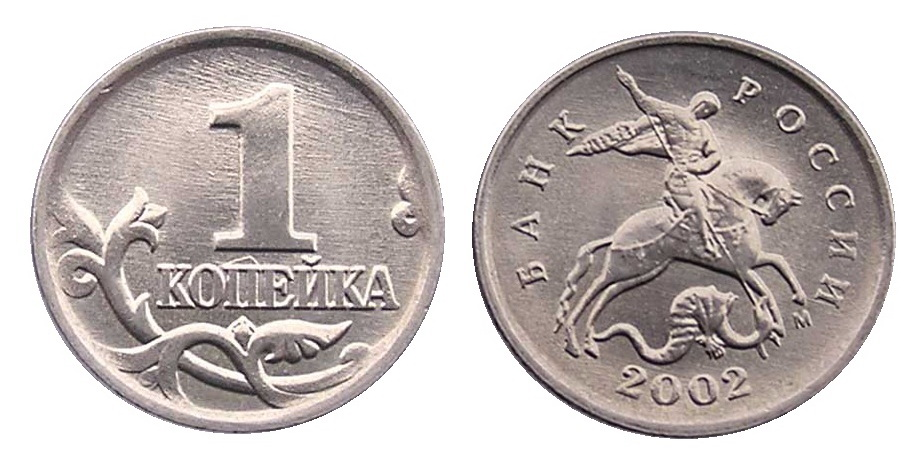
Een Russisch muntstuk uit 2002 met aan de rechterkant de wapenzijde

De wapenzijde (Duits: Wappenseite) is de kant van de munt waar het wapen staat.